# A-DNA, B-DNA en Z-DNA

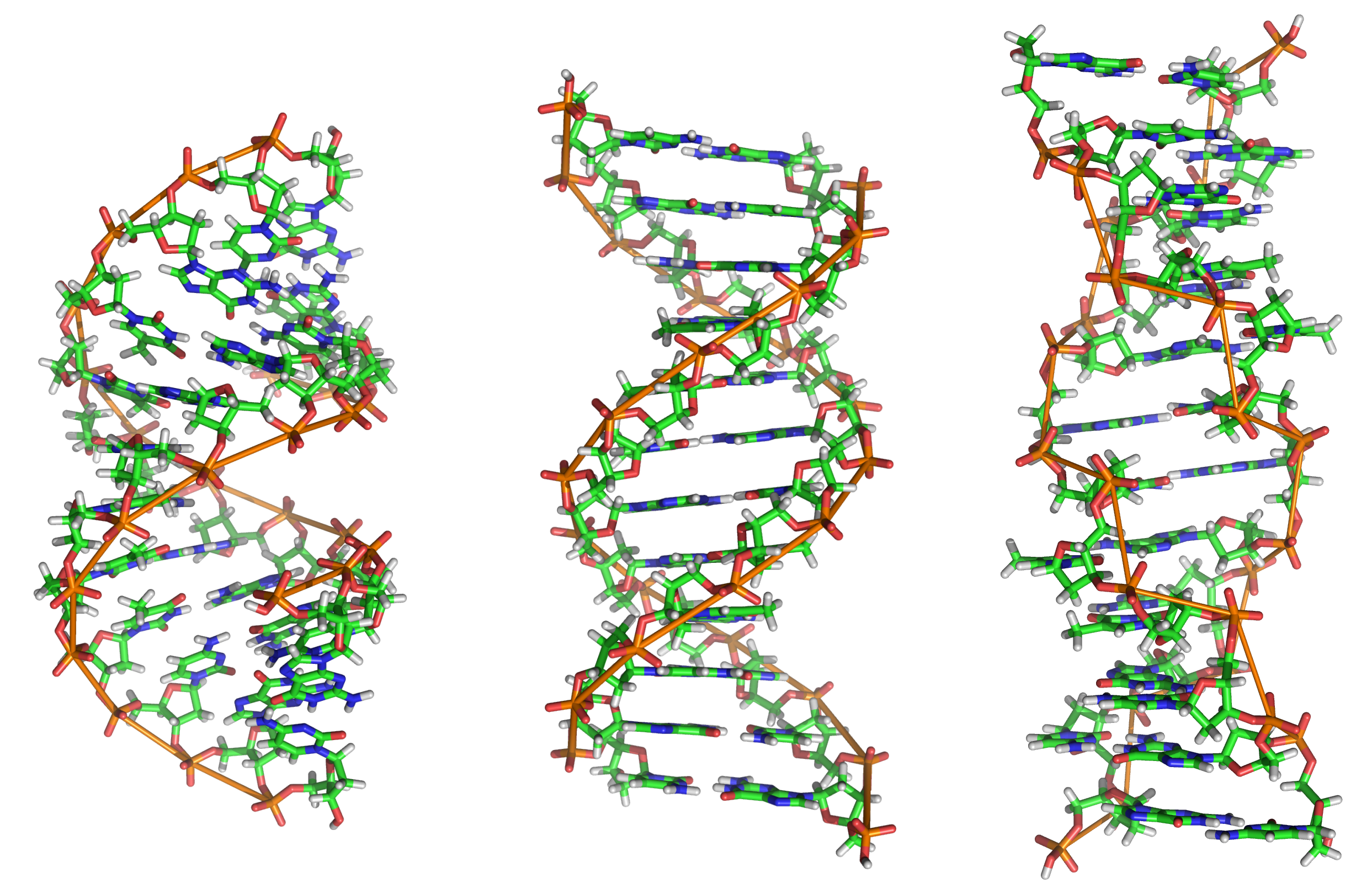
Van links naar rechts: A-, B- en Z-DNA

A-DNA, B-DNA en Z-DNA zijn de conformaties van de dubbele helix in het DNA waarvan bekend is dat ze biologisch actief zijn. Er zijn ook nog een groot aantal andere conformaties, maar A-DNA, B-DNA en Z-DNA zijn de bekendste.
De B-vorm, waarvan men denkt dat deze het meest voorkomt, is beschreven door James D. Watson en Francis Crick. De plaatsing van de baseparen langs de as per omwenteling hangt sterk af van de krachten die elke base uitoefent op zijn naastliggende in de keten. De B-vorm draait zonder spanning 360° per 10.6-basepaar. Echter veel biologische processen kunnen spanning veroorzaken. Een DNA-segment met bovenmatige of onvoldoende spiralisering wordt positief dan wel negatief "supergespiraliseerd" (vormt een superhelix) genoemd. DNA in een cel is typisch negatief supergespiraliseerd, waardoor de dubbele helix uit elkaar kan gaan bij de RNA-transcriptie.

## Omstandigheden voor de vorming van A- en Z-vormen
De andere twee bekende vormen van de dubbele helixvorm, de A- en Z-vorm, verschillen weinig in hun geometrische vorm en afmetingen. De A-vorm lijkt alleen voor te komen in gedroogde vorm, zoals die gebruikt wordt bij kristallografische proeven en mogelijk voorkomen in hybride-paringen met DNA- en RNA-strengen. De door de cel voor regulatie gemethyleerde DNA-segmenten kunnen de Z-vorm aannemen. Hierbij draaien de strengen linksom rond de helix-as en in een uitgestrekter vorm.

## Tabel met de eigenschappen van de verschillende helixvormen
| Geometrische eigenschappen              | A-vorm         | B-vorm         | Z-vorm                  |
| --------------------------------------- | -------------- | -------------- | ----------------------- |
| Spiraliseringsrichting                  | rechtsdraaiend | rechtsdraaiend | linksdraaiend           |
| Herhalingseenheid (Repeating unit)      | 1 bp           | 1 bp           | 2 bp                    |
| Rotatie/basepaar (bp)                   | 33.6°          | 35.9°          | 60°/2                   |
| Gemiddeld aantal baseparen per draaiing | 10.7           | 10.6           | 12                      |
| Glooiingshoek van basepaar tot de as    | +19°           | -1.2°          | -9°                     |
| Opstijging (Rise)/bp langs de as        | 0.23 nm        | 0.332 nm       | 0.38 nm                 |
| Helling/draaiing van de helix           | 2.46 nm        | 3.32 nm        | 4.56 nm                 |
| Gemiddelde propellerdraaiing            | +18°           | +16°           | 0°                      |
| Glycosyl hoek                           | anti           | anti           | C: anti, G: syn         |
| Positie desoxyribosegroep               | C3'-endo       | C2'-endo       | C: C2'-endo, G: C2'-exo |
| Diameter                                | 2.6 nm         | 2.0 nm         | 1.8 nm                  |